# Loch Lynn Heights (Maryland)
Loch Lynn Heights es un pueblo ubicado en el condado de Garrett en el estado estadounidense de Maryland. En el año 2010 tenía una población de 552 habitantes y una densidad poblacional de 690 personas por km².

## Geografía
Loch Lynn Heights se encuentra ubicado en las coordenadas 
39°23′31″N 79°22′25″O / 39.39194, -79.37361.

## Demografía
Según la Oficina del Censo en 2000 los ingresos medios por hogar en la localidad eran de $27.917 y los ingresos medios por familia eran $37.105. Los hombres tenían unos ingresos medios de $29.219 frente a los $13.348 para las mujeres. La renta per cápita para la localidad era de $14.589. Alrededor del 17,9% de la población estaba por debajo del umbral de pobreza.